# Прапор Житомира
Пра́пор Жито́мира затверджений 5 вересня 2007 р. затверджено рішенням п'ятнадцятої сесії п'ятого скликання Житомирської міської ради.

## Опис прапора
Прапор міста Житомира являє собою прямокутне полотнище зі співвідношенням сторін 2:3, поділене двома схрещеними білими смугами на чотири прямокутники: нижній лівий та верхній правий жовтого кольору; верхній лівий та нижній правий — синього кольору.
Горизонтальна смуга ділить прапор навпіл, а вертикальна — у співвідношенні 1:2. на місці їх перетину розміщено герб міста Житомира.